# Stridsvagn m/42
De Stridsvagn m/42 was een Zweedse tank die in dienst is geweest van 1942 tot eind jaren 1950.  Na latere wijzigingen werd de naam veranderd in Strv 74. Deze versie deed dienst tot 1984.

## Vooraf
Aan het eind van de jaren 1930 hadden vertegenwoordigers van het Zweedse leger de Tsjecho-slowaakse tank LT vz.38 die in 1936 was ontworpen opgemerkt. Deze tank was in die tijd een van de beste in zijn klasse, alhoewel Sovjet-tanks zoals de BT-serie nog beter waren in onder andere snelheid en bewapening. Dit feit verontrustte Scandinavische klanten voor de LT vz.38 niet. In 1938 werd de eerste partij van 50 tanks besteld. Dit was de export versie, de TNHS (AH-IV-S). Het jaar daarna werden er weer besteld, ditmaal van het type TNHP, echter was de oorlog uitgebroken en bleek levering onmogelijk. Om het tekort aan tanks op te vullen werd Landsverk gevraagd om 100 tanks te bouwen van het type L-60-SII. Deze modellen kregen de naam Strv m/40 en ze moesten in dienst gaan in 1941, maar door problemen met de toevoer van kanonnen werd de productie uitgesteld tot 1942. Het eerste productie model werd uitgerust met een 144 pk motor en kreeg de naam Strv m/40L. De volgende wijziging kwam in 1943. Het leger bestelde tweehonderd extra tanks, en het pantser werd verdikt naar 50 mm, hierdoor kreeg de tank een veel groter gewicht; 10,9 ton. Er werd echter ook een krachtiger motor in geplaatst van 162 pk. De m/40k was gereed in september 1944. Hierna kreeg de tank een 57-mm anti-tank kanon, deze versie heette de m/43 (Pvkv II), maar deze versie werd niet commercieel gebouwd.

## Ontwikkeling
In 1941, op 30 april werd er tijdens een militaire vergadering geconstateerd dat de huidige Zweedse tanks, waaronder de in productie zijnde Strv m/40, niet krachtig genoeg waren om een gevecht te leveren met de moderne Russische en Duitse tanks, omdat de tanks slechts bewapend waren met een Bofors 37-mm kanon. Er waren echter problemen met verscheidene  designs, vanwege de beperkingen van het Zweedse terrein, infrastructuur en het weer. Uiteindelijk verscheen in 1942 De Strv m/42. De tank werd geproduceerd door Landsverk en was daar bekend als de Lago II-III-IV. Vergeleken met de m/40 had de tank een langer chassis waarin zes in plaats van vier wielen waren gemonteerd.  De bewapening bestond uit één 75-mm kanon en twee mitrailleurs van 8 mm. Een derde mitrailleur werd in de voorkant van de behuizing gemonteerd. Het gewicht van de tank kwam op 22,5 ton en de maximale snelheid was 45 km/u. De bemanning bestond uit vier personen. In totaal zijn er van deze versie 282 gebouwd.
Na de Tweede Wereldoorlog bleek al snel dat de Strv m/42 niet zozeer geschikt zou zijn in een gevecht. Het korte 75 mm kanon voldeed niet meer aan de eisen van die tijd. Toch was het niet mogelijk om een groter kanon in de koepel te plaatsen, want dit zou problemen opleveren in de bossen. De kanonsloop zou beschadigen door de bomen. Dat was ook de reden dat tanks niet breder mochten zijn dan 2,35 meter. Toen Zweden de Centurion had aangeschaft bleek dat een grotere afmeting vrijwel geen problemen opleverde in het bos. Toen werd er gekeken naar geschikte lichtere tanks. Men kwam bij de Franse AMX 13 tanks uit. Er werd een besluit gemaakt om een complete AMX koepel op de m/42 te plaatsen. Hier bleek de koepel te groot voor. Ook experimenteerde men nog om onderdelen van de Centurion toe te passen op de m/42. Uiteindelijk werden er twee prototypes gebouwd. Deze werden goedgekeurd en in 1957 begon de massaproductie van de vernieuwde koepels. De tank kreeg de naam Strv 74. De tank was erg goedkoop. Voor de prijs van één Strv 81 Centurion konden drie Strv 74’s gebouwd worden. Van de 225 vernieuwde koepels werden er 113 geproduceerd door Landsverk en 112 door Hägglund & Söner. De productie bestond uit twee modellen; De Strv 74 V, deze was gebouwd op de Strv m/42 TV, hiervan werden er 70 geproduceerd en de Strv 74 H, welke was gebouwd op de Strv m/42 TH, hiervan werden 144 stuks geproduceerd, wat op het totaal kwam van 225 stuks. De 57 resterende Strv m/42 EH modellen met de A8B motor werden omgezet in de IKV 73. De belangrijkste verschillen tussen de typen V en H was dat de V was uitgerust met een standaard 5-versnellingsbak en de H met een 2-speed hydraulische versnellingsbak. Uiterlijk waren ze exact hetzelfde.
In 1956-1958 werd de tank gemoderniseerd, in de toren werd een nieuw 75-mm kanon geplaatst en werd aangeduid als de Strv 74H of Strv 74V. Hierna werd de tank vervangen voor een tankjager, de IKV 91.

## Operationele geschiedenis
De Strv m/42 werd ingedeeld in de zware tank compagnies van de bepantserde brigades. Ze werden uitgefaseerd in de jaren 1950 en vervangen door de Stridsvagn 81. In onderstaande compagnies was de Strv m/42 ingedeeld;
- P 1/Enköping – Gotland stridsvagnskompani
- P 2/Helsingborg
- P 3/Strängnäs
- P 4/ Skövde

## Varianten
De Strv m/42 is in vier versies gebouwd in drie configuraties
- Strv m/42 TM (Lago II) Deze had twee motoren en een elektromagnetische schakeling (1943-1944
- Strv m/42 TH (Lago III) Deze had ook twee motoren, elk met een hydraulische versnellingsbak. (1944)
- Strv m/42 EH (Lago IV) Deze had één motor met een hydraulische versnellingsbak (1944-1945)
- Strv m/42 TV Deze had twee motoren, elk met een hydraulische versnellingsbak (1948)

### Pvkv m/43
In 1942 werd een aantal chassis van de m/ 42 tank omgebouwd tot een anti-ACS Pvkv m/43, bewapend met een 75-mm L/50.5 kanon, welke projectielen kon afvuren met een snelheid van 815 meter per seconde. De tank werd een waardige tegenstander voor een zware tank uit die tijd. Ter bescherming tegen infanterie werd er op deze versie nog een 8-mm machinegeweer m\39 gemonteerd. De bepantsering bood echter onvoldoende bescherming aan de bemanning en tijdens testritten kwamen er problemen aan het licht met de transmissie.  Uiteindelijk was de bestelde hoeveelheid pas in 1947 gereed. Deze tank bleef in dienst tot 1984.

### Lvkv fm/43
Zweden kwam pas aan het einde van de oorlog met het idee om ook een vliegtuig afweergeschut variant te ontwikkelen en was daarmee vrij laat. In 1944 werd een project voorgesteld om op het chassis van de m/42 een open koepel te plaatsen met daarin twee 40 mm L/60 Bofors kanonnen. Het voertuig kon getest worden in 1945 en werd aangeduid als de Lvkv fm / 43. De motor werd vervangen voor de Scania L603. In totaal werden er tijdens 1948 en 1949 17 exemplaren gebouwd.